# Lena Park
Lena Park, née Park Jung-hyun (박정현) le 23 mars 1976 à Los Angeles (Californie), est une chanteuse coréano-américaine de K-pop, de J-pop, de R&B et de gospel.

## Biographie
Elle a étudié à l’université nationale de Columbia (spécialisation : langue et littérature anglaise) et a commencé sa carrière en 1998 en sortant son premier album Piece. Elle est actuellement[Quand ?] sous contrat avec T Entertainment.
Elle a par ailleurs participé à une émission télévisée, Moi, je suis chanteur, mettant en compétition des chanteurs, du 20 mars 2011 au 14 août 2011.

## Discographie

### Corée
Albums
- 1998 : Piece
- 1999 : A Second Helping
- 2000 : Naturally
- 2001 : Forever
- 2002 : Op.4
- 2004 : Another Piece
- 2005 : Beyond the Line
- 2005 : On and On
- 2006 : Cosmorama
- 2007 : Come to Where I Am
- 2009 : 10 Ways To Say I Love You
- 2010 : Cover Me Vol.1
- 2012 : Parallax
- 2012 : Gift

Singles
- 2006 – Against All Odds
- 2006 – Precarious Stories
- 2008 – No Break (avec Crown J)
- 2008 – Winter Kiss (feat. Baek Chan 8Eight)
- 2011 – I Hope It Would Be That Way Now
- 2014 – Syncrofusion
- 2014 – Syncrofusion Vol.2
- 2014 – Syncrofusion Vol.3
- 2015 - Winter

Soundtrack
- 1998 – Eternal Memory - English and Korean version (Mulan)
- 1998 – Reflection  - K-Pop version (Mulan)
- 2010 – That Fool (Geujeo bara bodaga)
- 2011 – More Than Anyone (Spy Myeong-wol)
- 2013 – My Everything (Uri gyeolhonhaess-eo-yo)
- 2013 – My Wish (Sangsokjadeul)
- 2014 – You and I (Yuhok)
- 2015 – The Person in My Heart (Hwajeong)

### Japon
Albums
- 2004 – another piece
- 2005 – Beyond the Line
- 2006 – Cosmorama

Singles
- 2004 – Fall un love
- 2005 – Sanctuary
- 2006 – Subete no Mono ni Anata wo Omou
- 2006 – Music
- 2006 – Gold
- 2006 – Ai no Jealousy
- 2007 – Inori - You Raise Me Up (Romeo × Juliet)

### Collaborations
- 1998 – The New Beginning - Player
- 1999 – 7th - Yoon Jong-shin
- 2002 – From The Beginning - Yoon Jong-shin
- 2002 – 2002 FIFA World Cup Official Album
- 2003 – 4th - Kim Jin-pyo
- 2003 – 1st - Na Won-ju
- 2003 – Voice of Love Posse
- 2004 – Remastering All About JP - Kim Jin-pyo
- 2005 – Everything Inside Of Me - Jhett
- 2012 – What Should Have Been - Psy
- 2012 – White Winter - Kim Bum-soo
- 2013 – Hwang Seong-je Project Superhero 1st Line Up - Lee Seok-hoon et Sohyang
- 2014 - Always - Don Spike
- 2015 - Hello (네일 했어) - Primary (프라이머리)